# Sint-Pietersbandenkerk (Erondegem)

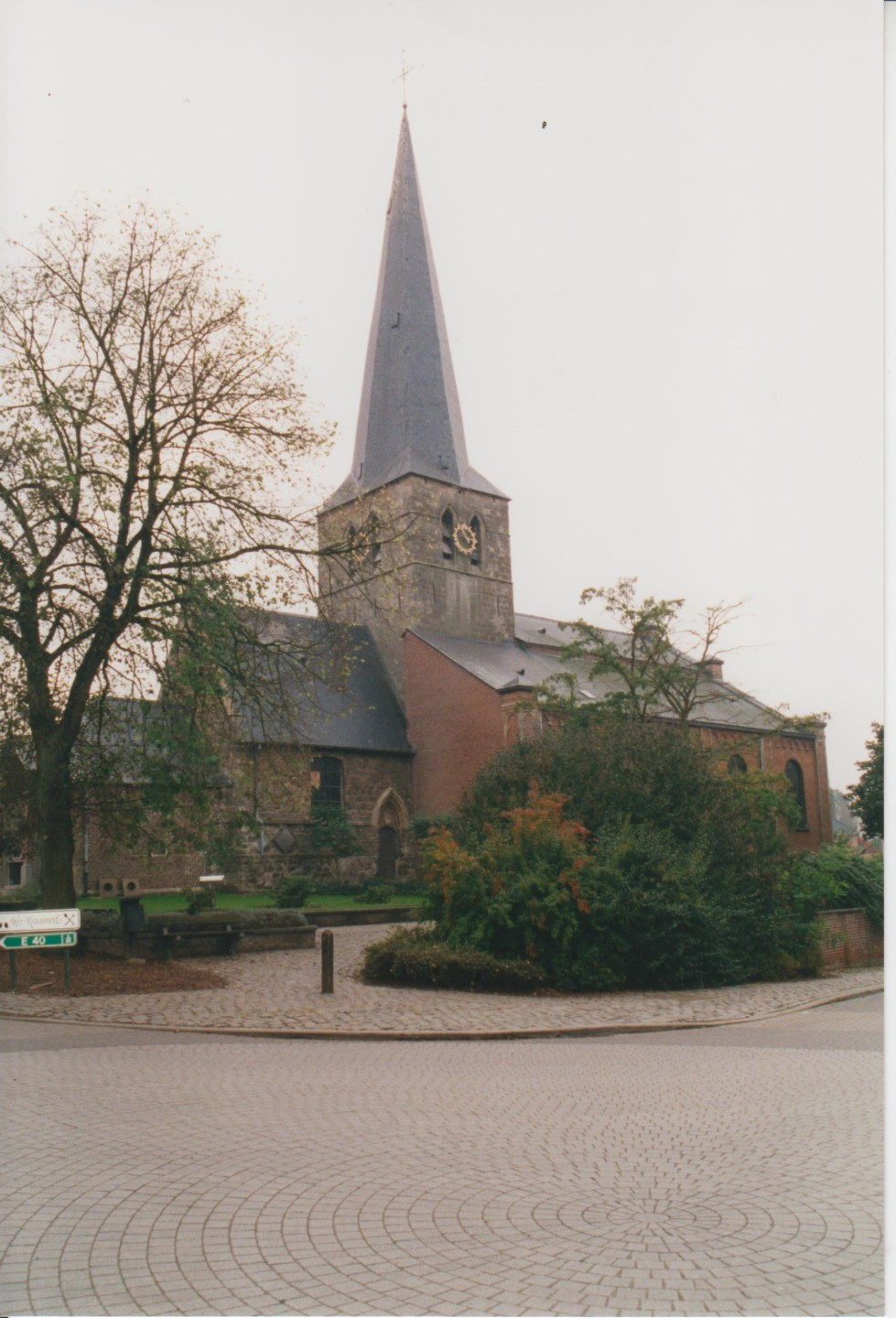
Sint-Pietersbandenkerk

De Sint-Pietersbandenkerk is de parochiekerk van de tot de Oost-Vlaamse gemeente Erpe-Mere behorende plaats Erondegem, gelegen aan Erondegemdorp.

## Geschiedenis
In 1142 werd voor het eerst melding gemaakt van een kerk in Erondegem. Het patronaatsrecht berustte sinds 1106 bij de Sint-Adriaansabdij te Geraardsbergen.
De huidige kerk bezit een 14e-eeuws gotisch koor en een 16e-eeuwse vieringtoren. Het schip werd in 1848-1849 gebouwd.

## Gebouw
De georiënteerde kerk heeft een bakstenen driebeukig schip. Het vlakafgesloten koor en de vieringtoren werden in zandsteen uitgevoerd. De toren heeft een hoge ingesnoerde naaldspits.

## Interieur
Het koor wordt overkluisd door een tongewelf van 1739. Het hoofdaltaar is 18e-eeuws, met een 17e-eeuws tabernakel. Het zuidelijk zijaltaar is van 1750, getuige een chronogram, en is gewijd aan Sint-Hubertus. Een koorbank en een biechtstoel zijn 18e-eeuws en de preekstoel is 19e-eeuws. Het doopvont is uit de 17e eeuw. Er is een relikwie van Sint-Hubertus en een 17e-eeuws schilderij verbeeldt de Bekering van Hubertus.